# Gundula Janowitz
Gundula Janowitz (2 de agosto de 1937 ) é uma soprano lírica austríaca. É uma das sopranos mais renomadas no século XX e foi muito proeminente nas décadas de 1960 e 1970.

## Biografia
Gundula Janowitz estudou no Conservatório de Graz na Áustria e começou a cantar no seu alto nível no fim da década de 1950 (Die Schöpfung com Herbert von Karajan em 1960). Em 1959, Karajan escolheu-a para o papel de Barbarina em Le Nozze di Figaro de Mozart na Ópera Estatal de Viena, companhia da qual se tornou membro permanente em 1962. Nas décadas de 1960 e 1970 foi uma das cantoras mais populares a nível internacional e fez muitas gravações de obras de Johann Sebastian Bach até Richard Strauss, em cooperação com os mais destacados maestros, como o seu mentor Karajan, ou Otto Klemperer, Eugen Jochum, Leonard Bernstein, Rafael Kubelík, Karl Böhm, Georg Solti, Carlos Kleiber, entre outros. 
Em 1978, Gundula Janowitz ganhou o prémio Joseph Marx Music Prize do estado da Estíria, na Áustria. 
Janowitz fez grande sucesso no Festival de Salzburgo, que deu impulso à sua carreira. Além da carreira como cantora, foi também professora. Em 1990, foi temporariamente a diretora da ópera de Graz, Áustria.
Sua despedida dos palcos ocorreu na Ópera Estatal de Viena com Iphigénieen Aulide de Willibald Gluck, dirigida por Charles Mackerras.

## Voz
A voz de Gundula Janowitz é muito brilhante, pura, livre de trémolo com um pouco de vibrato, tem tom angelical, mesmo na sua maturidade. Elisabeth Grummer e Maria Stader tinham timbres parecidos com o dela. Mesmo tendo uma voz de projeção fraca, ela tentou ocasionalmente papéis dramáticos.

## Discografia
- Com Otto Klemperer: Die Zauberflöte
- Com Herbert von Karajan: Die Schöpfung, Die Jahreszeiten, Die Walküre, Götterdämmerung , Matthäuspassion, h-Moll-Messe, Fidelio (Marzelline), Sinfonia N. 8 F-Dur OP. 93, Sinfonia Nº9 D-MOLL OP. 125, Missa Solemnis, Ein deutsches Requiem, Vier letzte Lieder
- Com Leonard Bernstein: Fidelio (Leonore)
- Com Eugen Jochum: Carmina Burana
- Com Carlos Kleiber: Der Freischütz
- Com Karl Böhm: Così fan tutte, Le nozze di Figaro, Die Fledermaus, Die Jahreszeiten, Capriccio (opera)
- Com Rafael Kubelík: Die Meistersinger von Nürnberg, Lohengrin
- Com Rudolf Kempe: Ariadne auf Naxos
- Com Karl Richter: Weihnachtsoratorium, Messiah, Orfeo ed Euridice,Mass in B minor
- Com Hans Knappertsbusch: Parsifal (1962, as Flower Girl)
- 15 Lieder de Schubert, com Charles Spencer (piano)
- Schubert Lieder, com Irwin Gage (piano). "Gretchen am Spinnrade", "Die Männer sind méchant", e "Der Hirt auf dem Felsen".